# FC Porto vs. Sporting CP
FC Porto versus Sporting CP é um dos "clássicos" do futebol em Portugal, também conhecido como Dragões vs. Leões,  que envolve as equipas do Futebol Clube do Porto e do Sporting Clube de Portugal, dois dos clubes pertencentes aos designados "Três Grandes". Este é o confronto do futebol português que mais vezes se disputou para a Taça de Portugal e o segundo que mais vezes se realizou no conjunto das provas nacionais.
A rivalidade entre os dois clubes começou na finalíssima do Campeonato de Portugal de 1922, em que o FC Porto venceu o Sporting por 3 a 1, dando assim o título ao clube azul e branco. A partir daí, os leões cortaram relações com os portistas, apesar da retoma de relações, em 1924, onde dirigentes de ambos os clubes selaram a paz, com a disputa da Taça Soares Júnior, ganha pelo Sporting CP por 2 a 1.
Fora do ambiente desportivo propriamente dito, o confronto entre dragões e leões representa uma forma de expressão no desporto, e no futebol em particular, da diferenciação política e regional entre Lisboa e o Norte. O confronto captou o imaginário nacional, tendo sido recordado no filme O Leão da Estrela, no qual o ator António Silva desempenha o papel de Anastácio, um adepto leonino empregado de um escritório lisboeta, que se faz passar por outra pessoa para poder ir ao Porto acompanhar de perto o Sporting dos Cinco Violinos, numa época na qual as competições do futebol português foram muitas vezes definidas entre as duas equipas.

## Palmarés
Equipas seniores
A seguinte tabela lista todas as competições oficiais, a nível nacional e internacional, e respetivo número de títulos conquistados pelo Futebol Clube do Porto e Sporting Clube de Portugal.
 Atualizado a 28 de maio de 2023
| Competições Internacionais | Competições Internacionais    | Porto | Sporting |
| -------------------------- | ----------------------------- | ----- | -------- |
|                            | Taça Intercontinental         | 2     | —        |
|                            | Liga dos Campeões             | 2     | 0        |
|                            | Liga Europa                   | 2     | 1        |
|                            | Supertaça da UEFA             | 1     | —        |
| Total Internacional        | Total Internacional           | 7     | 1        |
| Competições Nacionais      | Competições Nacionais         | Porto | Sporting |
|                            | Primeira Liga                 | 30    | 20       |
|                            | Taça de Portugal              | 20    | 17       |
|                            | Taça da Liga                  | 1     | 4        |
|                            | Supertaça Cândido de Oliveira | 24    | 9        |
|                            | Taça Império                  | —     | 1        |
|                            | Campeonato de Portugal        | 4     | 4        |
| Total Nacional             | Total Nacional                | 78    | 55       |
| TOTAL                      | TOTAL                         | 86    | 56       |

Equipas jovens
| Competições Internacionais       | Porto | Sporting |
| -------------------------------- | ----- | -------- |
| Blue Stars/FIFA Youth Cup        | 1     | 0        |
| Liga Jovem da UEFA               | 1     | 0        |
| Total Internacional              | 2     | 0        |
| Competições Nacionais            | Porto | Sporting |
| Campeonato Nacional de Juniores  | 23    | 17       |
| Campeonato Nacional de Juvenis   | 20    | 14       |
| Campeonato Nacional de Iniciados | 14    | 15       |
| Campeonato Nacional de Infantis  | 2     | 3        |
| Total Nacional                   | 59    | 49       |
| TOTAL                            | 61    | 49       |

Total oficial (equipas jovens e seniores)
FC Porto: 147 Troféus
Sporting: 105 Troféus

## Estatísticas do confronto

### Números totais
Atualizado a 7 de fevereiro de 2025
| Competição                    | Jogos | Vitórias do FC Porto | Empates | Vitórias do Sporting |
| ----------------------------- | ----- | -------------------- | ------- | -------------------- |
| Primeira Liga                 | 182   | 70                   | 51      | 61                   |
| Taça de Portugal              | 43    | 17                   | 13      | 13                   |
| Supertaça Cândido de Oliveira | 9     | 1                    | 4       | 4                    |
| Taça da Liga                  | 7     | 1                    | 3       | 3                    |
| Campeonato de Portugal        | 12    | 4                    | 3       | 5                    |
| Total                         | 253   | 93                   | 74      | 86                   |

#### FC Porto em casa
Atualizado a 7 de fevereiro de 2025
| Competição                    | Jogos | Vitórias do Porto | Empates | Vitórias do Sporting |
| ----------------------------- | ----- | ----------------- | ------- | -------------------- |
| Primeira Liga                 | 91    | 49                | 28      | 14                   |
| Taça de Portugal              | 19    | 12                | 2       | 5                    |
| Supertaça Cândido de Oliveira | 2     | 0                 | 2       | 0                    |
| Taça da Liga                  | 0     | 0                 | 0       | 0                    |
| Campeonato de Portugal        | 6     | 4                 | 2       | 0                    |
| Total                         | 118   | 65                | 34      | 19                   |

#### Sporting em casa
Atualizado a 7 de fevereiro de 2025
| Competição                    | Jogos | Vitórias do Sporting | Empates | Vitórias do Porto |
| ----------------------------- | ----- | -------------------- | ------- | ----------------- |
| Primeira Liga                 | 91    | 47                   | 23      | 21                |
| Taça de Portugal              | 15    | 6                    | 7       | 2                 |
| Supertaça Cândido de Oliveira | 2     | 0                    | 2       | 0                 |
| Taça da Liga                  | 2     | 1                    | 1       | 0                 |
| Campeonato de Portugal        | 4     | 3                    | 1       | 0                 |
| Total                         | 116   | 59                   | 34      | 23                |

#### Números relativos às partidas disputadas em campo neutro
Atualizado a 7 de fevereiro de 2025
| Competição                    | Jogos | Vitórias do FC Porto | Empates | Vitórias do Sporting |
| ----------------------------- | ----- | -------------------- | ------- | -------------------- |
| Taça de Portugal              | 9     | 3                    | 4       | 2                    |
| Supertaça Cândido de Oliveira | 5     | 1                    | 0       | 4                    |
| Taça da Liga                  | 4     | 1                    | 2       | 2                    |
| Total                         | 19    | 5                    | 6       | 8                    |

#### Recordes em confrontos

##### FC Porto
- Maior vitória em casa: FC Porto 10-1 Sporting (Primeira Liga Experimental de 1935–36)
- Maior vitória fora: Sporting 0-3 FC Porto (Primeira Divisão de 1972–73)

##### Sporting CP
- Maior vitória em casa: Sporting 9-1 FC Porto (Primeira Liga Experimental de 1936–37)
- Maior vitória fora: FC Porto 1-4 Sporting (Taça de Portugal de 1944-45); FC Porto 1-4 Sporting CP (Primeira Divisão de 1959–60)

##### Lista das partidas disputadas em campo neutro[2][3]
- FC Porto 3-1 Sporting; partida desempate da final do Campeonato de Portugal de 1921/22; Campo do Bessa, Porto
- Sporting 3-0 FC Porto; meia-final do Campeonato de Portugal de 1922/23; Campo dos Bentos, Coimbra
- FC Porto 2-1 Sporting; final do Campeonato de Portugal de 1924/25; Campo do Monserrate, Viana do Castelo
- Sporting 3-1 FC Porto; meia-final do Campeonato de Portugal de 1932/33; Campo do Arnado, Coimbra
- FC Porto 3-2 Sporting; final do Campeonato de Portugal de 1936/37; Campo do Arnado, Coimbra
- Sporting 5-2 FC Porto; meia-final da Taça de Portugal de 1951/52; Estádio Municipal, Coimbra
- Sporting 2-0 FC Porto; partida desempate dos quartos de final da Taça de Portugal de 1965/66; Estádio Municipal, Coimbra
- Sporting 1-1 FC Porto; final da Taça de Portugal de 1977/78; Estádio Nacional, Oeiras
- Sporting 2-1 FC Porto; finalíssima da final da Taça de Portugal de 1977/78; Estádio Nacional, Oeiras
- FC Porto 0-0 Sporting; final da Taça de Portugal de 1993/94; Estádio Nacional, Oeiras
- FC Porto 2-1 Sporting; finalíssima da final da Taça de Portugal de 1993/94; Estádio Nacional, Oeiras
- FC Porto 0-3 Sporting; partida desempate da Supertaça de 1995; Estádio Parque dos Príncipes, Paris, França
- FC Porto 1-1 Sporting; final da Taça de Portugal de 1999/00; Estádio Nacional, Oeiras
- FC Porto 2-0 Sporting; finalíssima da final da Taça de Portugal de 1999/00; Estádio Nacional, Oeiras
- FC Porto 0-1 Sporting; partida desempate da Supertaça de 2000; Estádio Municipal, Coimbra
- FC Porto 0-1 Sporting; Supertaça de 2007; Estádio Magalhães Pessoa, Leiria
- Sporting 2-0 FC Porto; final da Taça de Portugal de 2007/08; Estádio Nacional, Oeiras
- FC Porto 0-2 Sporting; Supertaça de 2008; Estádio Algarve, Faro
- Sporting 0-0 FC Porto; Taça da Liga de 2017/18; Estádio Municipal, Braga
- FC Porto 1-1 Sporting; Taça da Liga de 2018/19; Estádio Municipal, Braga
- Sporting 2-2 FC Porto; Taça de Portugal de 2018/19; Estádio Nacional, Oeiras
- Sporting 2-1 FC Porto; Taça da Liga de 2020/21; Estádio Dr. Magalhães Pessoa, Leiria
- FC Porto 2-1 Sporting; Taça de Portugal de 2023/24; Estádio Nacional, Oeiras
- FC Porto 4-3 Sporting; Supertaça de 2024; Estádio Municipal, Aveiro
- Sporting 1-0 FC Porto; Taça da Liga de 2024/25; Estádio Dr. Magalhães Pessoa, Leiria

## Finais entre os dois emblemas
Por 16 vezes Sporting e FC Porto decidiram uma competição. O historial de decisões começou em 1922, na final do Campeonato de Portugal. Esta decidiu-se em três partidas: a primeira no Porto, no Campo da Constituição; a seguinte em Lisboa, no Estádio do Campo Grande; e o desempate novamente no Porto, no Estádio do Bessa. 
Nas outras finais para o Campeonato, disputadas entre os dois clubes, os dragões voltaram a impor-se sobre os leões; em 1925, em Viana do Castelo, e em 1937, em Coimbra.
A primeira final ganha pelo Sporting ocorreu apenas em 1978, no Estádio Nacional, a contar para a Taça de Portugal. A contenda foi decidida em duas partidas, um empate em 1 a 1 e uma vitória leonina no jogo-desempate por 2 a 1. Depois, ocorreriam mais três finais no mesmo local. Em 1994, vencida pelo FC Porto também na partida desempate, por 2 a 1. Em 2000, vencida novamente pelo FC Porto numa partida desempate, por 2 a 0. E, em 2008, vencida pelo Sporting no prolongamento, por 2 a 0. Em 2019, depois de 11 anos, mais uma final para a Taça, com empate em 2 a 2 após prolongamento e vitória do Sporting nas grandes penalidades por 4 a 3.
Outras quatro decisões entre FC Porto e Sporting foram para a Supertaça Cândido de Oliveira. Em 1996, numa partida-desempate válida para a edição de 1994/95; em 2001, válida para a edição de 1999/00; e em 2007 e 2008. Nas duas primeiras finais, as partidas foram realizadas em duas mãos nos campos dos rivais, com desempates em Paris (1996) e Coimbra (2001).. Em 2007 e 2008, sob o formato vigente desde 2001, as decisões ocorreram em partida única realizada em Leiria e no Algarve.
Outra decisão entre os dois clubes foi ocorreu em 2019, a contar para a Taça da Liga de 2018–19. A partida realizou-se em Braga, terminando com a vitória leonina por 3 a 1 nas grandes penalidades, após um empate em 1 a 1 no tempo regulamentar.

### Campeonato de Portugal
| Época   | Local                                                             | Campeão  | Finalista vencido | Resultado     |
| ------- | ----------------------------------------------------------------- | -------- | ----------------- | ------------- |
| 1921-22 | Campo da Constituição, Estádio do Campo Grande e Estádio do Bessa | FC Porto | Sporting CP       | 2-1, 0-2, 3-1 |
| 1924-25 | Viana do Castelo                                                  | FC Porto | Sporting CP       | 2-1           |
| 1936-37 | Coimbra                                                           | FC Porto | Sporting CP       | 3-2           |

### Taça de Portugal
| Época   | Local            | Campeão     | Finalista vencido | Resultado           |
| ------- | ---------------- | ----------- | ----------------- | ------------------- |
| 1977-78 | Estádio Nacional | Sporting CP | FC Porto          | 1-1 a.p., 2-1       |
| 1993-94 | Estádio Nacional | FC Porto    | Sporting CP       | 0-0 a.p., 2-1       |
| 1999-00 | Estádio Nacional | FC Porto    | Sporting CP       | 1-1 a.p., 2-0       |
| 2007-08 | Estádio Nacional | Sporting CP | FC Porto          | 2-0 a.p.            |
| 2018-19 | Estádio Nacional | Sporting CP | FC Porto          | 2-2 a.p. (4-3 g.p.) |
| 2023-24 | Estádio Nacional | FC Porto    | Sporting CP       | 2-1                 |

### Supertaça de Cândido de Oliveira
| Época | Local                                                                   | Campeão     | Finalista vencido | Resultado     |
| ----- | ----------------------------------------------------------------------- | ----------- | ----------------- | ------------- |
| 1995  | Estádio José Alvalade, Estádio das Antas e Estádio Parque dos Príncipes | Sporting CP | FC Porto          | 0-0, 2-2, 3-0 |
| 2000  | Estádio José Alvalade, Estádio das Antas e Estádio Municipal de Coimbra | Sporting CP | FC Porto          | 1-1, 0-0, 1-0 |
| 2007  | Estádio Dr. Magalhães Pessoa                                            | Sporting CP | FC Porto          | 1-0           |
| 2008  | Estádio Algarve                                                         | Sporting CP | FC Porto          | 2-0           |
| 2024  | Estádio Municipal de Aveiro                                             | FC Porto    | Sporting CP       | 4-3           |

### Taça da Liga
| Época   | Local                        | Campeão     | Finalista vencido | Resultado      |
| ------- | ---------------------------- | ----------- | ----------------- | -------------- |
| 2018-19 | Estádio Municipal de Braga   | Sporting CP | FC Porto          | 1-1 (3-1 g.p.) |
| 2022-23 | Estádio Dr. Magalhães Pessoa | FC Porto    | Sporting CP       | 2-0            |